# 平翹音
平翹音是指存在于漢語方言中的两組對立的聲母。在官話裏/ʦ/、/ʦʰ/、/s/稱爲平舌音，聲母/ʈʂ/、/ʈʂʰ/、/ʂ/稱爲翹舌音。

## 歷史淵源
平翹音的區別源於中古漢語的精組聲母（ʦ、ʦʰ、s等）和莊組聲母（ʈʂ或tʃ、ʈʂʰ或tʃʰ、ʂ或ʃ等）、章組聲母（ʨ、ʨʰ、ɕ等）、知組聲母（ʈ或ȶ、ʈʰ或ȶʰ等）的对立，以及韻母、介音對莊組、章組、知組聲母的影響。

## 對立類型
分平翹是中古音音系向現代漢語各方言音系的演變現象。據熊正輝的研究，分平翹的演變規律可以分三個類型，分別以三種方言為代表。三种類型的大致規律是：
- 南京型：莊組二等、知組、章組基本都變翹舌；莊組三等、精組基本都變平舌。
- 濟南型：知組、莊組、章組基本都變翹舌；精組變平舌。
- 昌徐型：知組三等、章組基本都變翹舌；知組二等、莊組、精組基本都變平舌。

除此以外，還有部分官話方言分成三組平翹舌，分別有齿龈音、齦硬腭音和捲舌音，包括部分中原官話、冀魯官話和膠遼官話的方言。

### 南京型
老派南京話分平翹舌z、c、s和zh、ch、sh，且和《廣韻》中古音有嚴格的演變規律。長江上下游的西南官話與江淮官話中，凡是分平翹的方言都屬於南京型。
老派南京話分平翹的規律如下表：
|            | 知組二等 | 知組三等 | 莊組二等 | 莊組三等 | 章組 | 精組 |
| ---------- | -------- | -------- | -------- | -------- | ---- | ---- |
| 果攝       | -        | -        | -        | -        | -    | 平   |
| 遇攝       | -        | 翹       | -        | 平       | 翹   | 平   |
| 止攝開口呼 | -        | 翹       | -        | 平       | 翹   | 平   |
| 止攝合口呼 | -        | 翹       | -        | 翹       | 翹   | 平   |
| 流攝       | -        | 翹       | -        | 平       | 翹   | 平   |
| 深攝       | -        | 翹       | -        | 平       | 翹   | 平   |
| 臻攝       | -        | 翹       | -        | 平       | 翹   | 平   |
| 宕攝       | -        | 翹       | -        | 翹       | 翹   | 平   |
| 曾攝       | -        | 翹       | -        | 平       | 翹   | 平   |
| 通攝       | -        | 翹       | -        | 平       | 翹   | 平   |
| 假攝       | 翹       | -        | 翹       | -        | 翹   | 平   |
| 蟹攝       | 翹       | 翹       | 翹       | 平       | 翹   | 平   |
| 效攝       | 翹       | 翹       | 翹       | -        | 翹   | 平   |
| 咸攝       | 翹       | 翹       | 翹       | 平       | 翹   | 平   |
| 山攝       | 翹       | 翹       | 翹       | 平       | 翹   | 平   |
| 江攝       | 翹       | -        | 翹       | -        | -    | -    |
| 梗攝       | 平       | 翹       | 平       | 平       | 翹   | 平   |

### 濟南型
《廣韻》中古音的知組、莊組、章組聲母在標準濟南話中一律演變為翹舌音，精組聲母一律演變為平舌音。粵語的粵北連縣、廣西桂平、平南等地的粵方言和徽語中的祁門話分平翹音，且都屬於濟南型，只是翹舌幅度沒有官話般大。
濟南話分平翹規律如下表：
| 知組 | 莊組 | 章組 | 精組 |
| ---- | ---- | ---- | ---- |
| 翹   | 翹   | 翹   | 平   |

### 昌徐型
以昌黎話和徐州話為代表，在這兩個方言中，精組、莊組、知組二等韻和章組三等止攝開口呼的字聲母一律演變為平舌音，知組三等、章組三等非止攝開口呼的字聲母一律演變為翹舌音。梅州地區凡是分平翹的客家話都屬於昌徐型平翹。吳語太湖片凡是分平翹的方言（如老派蘇州話）也都屬於昌徐型平翹。
昌黎話和徐州話分平翹規律如下表：
|            | 知組二等 | 知組三等 | 莊組 | 章組 | 精組 |
| ---------- | -------- | -------- | ---- | ---- | ---- |
| 果攝       | -        | -        | -    | -    | 平   |
| 遇攝       | -        | 翹       | 平   | 翹   | 平   |
| 止攝開口呼 | -        | 翹       | 平   | 平   | 平   |
| 止攝合口呼 | -        | 翹       | 平   | 翹   | 平   |
| 流攝       | -        | 翹       | 平   | 翹   | 平   |
| 深攝       | -        | 翹       | 平   | 翹   | 平   |
| 臻攝       | -        | 翹       | 平   | 翹   | 平   |
| 宕攝       | -        | 翹       | 平   | 翹   | 平   |
| 曾攝       | -        | 翹       | 平   | 翹   | 平   |
| 通攝       | -        | 翹       | 平   | 翹   | 平   |
| 假攝       | 平       | -        | 平   | 翹   | 平   |
| 蟹攝       | 平       | 翹       | 平   | 翹   | 平   |
| 效攝       | 平       | 翹       | 平   | 翹   | 平   |
| 咸攝       | 平       | 翹       | 平   | 翹   | 平   |
| 山攝       | 平       | 翹       | 平   | 翹   | 平   |
| 江攝       | 平       | -        | 平   | -    | -    |
| 梗攝       | 平       | 翹       | 平   | 翹   | 平   |

### 無規律
很多方言分平翹，但是和中古音無嚴格的對應規律。這主要是由於這些方言受到上面三個類型方言的綜合影響。比如普通話基於北京話，平翘底层属于济南型，但还受到南京型的影響。如“窄”和“嘖”中古音都是側柏切，是同音字，都屬於莊組二等梗攝。北京話的“窄”白讀保持为翹舌 zhǎi [tʂaɪ˨˩˦]，但“嘖”受了南京型的影響，文讀成平舌 zé [tsɤ˧˥]。故而兩字在普通話中不再是同音字。

## 不分平翹音
很多漢語方言不分平翹音。
大多數不分平翹的方言把翹舌音的字一律讀成平舌音，比如现代廣州話。韓語的漢字讀音也不分平翹。比如知組三等流攝的“肘”和精組流攝的“走”，任何分平翹的漢語方言都會把“肘”讀成翹舌、把“走”讀成平舌，但是韓語把兩字都讀成 주 [tɕu]，廣州話把兩字都讀成阴上聲 zau2 [tsɐu˧˥]。
東北官話中，一部分方言（如吉瀋片通溪小片，參見瀋陽話）全讀平舌音，一部分方言（如黑松片嫩克小片）多讀翹舌音，部分方言（如哈阜片長錦小片部分）則將兩組音視作自由變體。
另外湖北宜昌、荊州、荊門部分地區方言同樣會都把平舌音發翹舌音。